# Валент Синковић
Валент Синковић (Загреб, 2. август 1988) хрватски веслачки репрезентативац, освајач сребрне олимпијске медаље и светски првак у четверац скулу, европски првак у дубл скулу и вишеструки национални првак.
Синковићева веслачка каријера почела је 2000. године. Прво велико такмичење било је Светско јуниорско првенство 2004. где је освојио 11. место, а 2005. је био седми. Ту су била два међународна такмичења у којима се такмичио у скифу. Касније је веслао у дубл скулу и четверац скулу. Године 2006. такође на Светском јуиорском првенству у пару са Дамиром Мартином завршили су на другом месту иза данског чамца. На У-23 Светском првенству 2007, у дубл скулу са Давидом Шајином био је четврти. Године 2008. почео је у дубл скулу да весла са млађим братом Мартином Синковићем и на У—23 Светском првенству, освојио друго место, а 2009. треће.
Године 2009. браћа Синковић су у првој регати Светског купа на језеру Бањолес били трећи. За другу регату Светског купа у Минхену, веслао је у четверац скулу и победио. Од тада до Летњих олимпијских игара 2012. четврерац скул весла у саставу: Давид Шајин, Мартин Синковић, Дамир Мартин и Валент Синковић, а у дубл скулу са братом Мартином.
Са четверац скулом у 2010. освојио је све три регате Светског купа, победио на У-23 Светском првенству и Светском првенству на Новом Зеланду. Једини „кикс“ је био на Европском првенству када је био други.
Четверац скул је у 2011. у Светском купу заузео 2, 1 и 5. место, а на Светском првенству бронзану медаљу.
Све три трке Светског купа 2012. је добио, а на Летњим олимпијским играма 2012. у Лондону освојио је сребрну медаљу иза немачког чамца.
На Европском првенству у веслању 2012. са братом Мартином у дубл скулу постао је и европски првак.